# كوماموتو (كوماموتو)

شعار مدينة كوماموتو

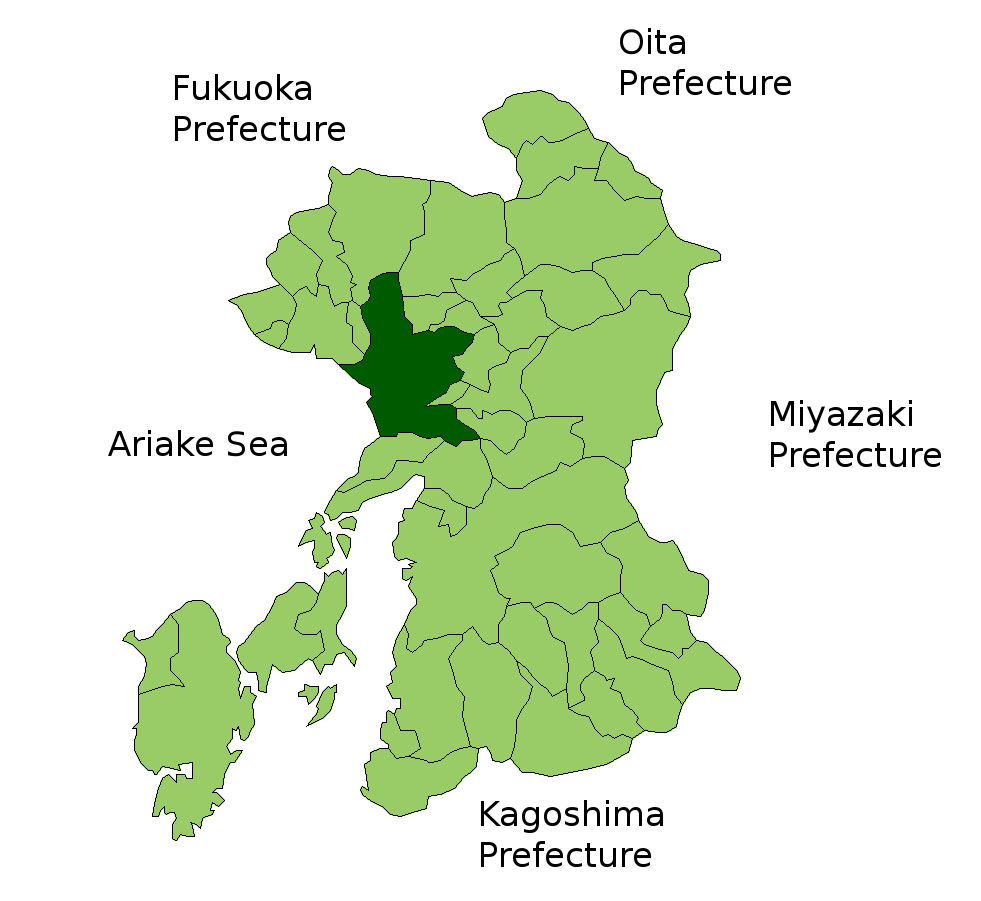
خريطة مدينة كوماموتو ضمن محافظة كوماموتو

مدينة كوماموتو (باليابانية 熊本市) هي المدينة الرئيسية في محافظة كوماموتو، جزيرة كيوشو، اليابان.

## معلومات أساسية
تبلغ مساحتها 266.26 كم مربع، وتعداد سكانها 		670,113 نسمة في عام 2007، والكثافة السكانية 2,516.76 نسمة في الكم مربع.
تأسست المدينة في عام 1889.
تقع مدينة كوماموتو على الساحل الشمالي الغربي لجزيرة هونشو أكبر جزر اليابان وتطل على بحر اليابان.

## المدن التوائم
تربط مدينة كوماموتو علاقة توأمة مدن مع المدن التالية:
- هايدلبرغ، ألمانيا
- خاباروفسك، روسيا
- غويلين، الصين
- سان أنطونيو، تكساس، الولايات المتحدة
- بريستول، المملكة المتحدة

## أعلام
- شوغو تانيغوتشي
- إييتشيرو أودا
- يوشيرو مورياما
- يويتشي دوي
- ناوميتشي أويدا
- ميتشكو إشمور